# بخش اوبرن (شهرستان گیگا، اوهایو)
بخش اوبرن (به انگلیسی: Auburn Township) یک منطقهٔ مسکونی در ایالات متحده آمریکا است که در شهرستان جی‌آگو، اوهایو واقع شده‌است.
 بخش اوبرن ۷۷٫۵ کیلومتر مربع مساحت و ۶٬۴۴۳ نفر جمعیت دارد و ۳۷۶ متر بالاتر از سطح دریا واقع شده‌است.